# هفت تن
هفت تن نام یکی از مکان‌های قدیمی شهر بابل است. در دهه‌های پیشین این مکان جزو حومهٔ بابل به‌شمار می‌آمد؛ ولی اکنون در محدودهٔ شهر، در محله‌ای با همین نام (که محلهٔ «علم‌دار» هم خوانده می‌شود) و در نزدیکی جادهٔ بابل به قائم‌شهر جای گرفته‌است.
این مکان هم یک مکان تفریحی و هم یک مکان زیارتی است. از صاحبان آرام‌گاه این مکان اطلاعی در دست نیست؛ ولی گفته‌ای مشهور آن‌ها را به هفت پسر «وشتاسپ جلالی» نسبت می‌دهد. هم‌چنین برخی از مردم محلی این هفت گور را برای نوادگان موسی کاظم، امام هفتم شیعیان دوازده‌امامی می‌دانند.

## بنا
بنای بقعهٔ قدیمی از آجر و متعلق به زمان قاجاریه بود. در میان بنای اصلی، هفت گور پهلوی یکدیگر است. بالای این گورها یک متر از سطح زمین بالاتر است و درازای آن نزدیک به هفت متر است. اشعاری بر دیوار شمالی بقعهٔ قدیمی دیده می‌شد. در کنار بنای اصلی، آرام‌گاه خانوادگی «فضل‌الله‌زاده» وجود دارد که در گذشته بنا را بازسازی کرده بودند. سازمان میراث فرهنگی، صنایع دستی و گردشگری مازندران از سال ۱۳۸۶ تا ۱۳۸۹ بیش از ۵۰۰ میلیون ریال، و در سال ۱۳۸۹ بیش از ۳۰۰ میلیون ریال برای بازسازی بنای هفت تن هزینه کرده‌است. این سازمان مدعی است که در سال‌های ۱۳۸۸ و ۱۳۸۹ این بنا را بازسازی کرده و مدارکی در اختیار دارد که نشان از وجود طرح تکمیلی این بازسازی در سال ۱۳۹۰ دارد.
در سال ۱۳۹۰ چند تن از هیئت امنای این مکان به طور شبانه و با بیل مکانیکی قصد تخریب بنای قدیمی و احداث بنای جدید را داشتند، ولی با ورود پلیس و سازمان میراث فرهنگی بابل از آن جلوگیری شد. با این که هیئت امنای بنا با تحریک اهالی محلی، در برابر سازمان میراث فرهنگی مقاومت کردند، ولی این سازمان با تهیهٔ شکایت از هیئت امناء، آن‌ها را به دادگاه کشاند و از عملیات تخریب جلوگیری کرد. با این وجود، در این رخداد ۴۵ درصد از بنای قدیمی تخریب شد.
در سال ۱۳۹۲، با توجه به تخریب ۷۰ تا ۸۰ درصدی بنای قدیمی، سازمان میراث فرهنگی ایران مجوز تخریب بنای قدیمی و احداث بنای تازهٔ هفت تن را صادر کرد. برای ساخت بنای تازه، در کمیته برنامه‌ریزی شهرستان بابل «طرح جامع امام‌زاده هفت تن» تهیه شد و بیش از یک میلیارد ریال اعتبار برای آن در نظر گرفته شد. بانیان بازسازی، ویدئوهایی از این بازسازی را در اینترنت به اشتراک گذاشته‌اند.

## تفریح
مردمان بابل به صورت خانوادگی برای گذراندن اوقات فراغت، هم‌چنین در شب‌های گرم تابستان و به ویژه در شب‌های تعطیل، برای گریز از گرما به آن‌جا می‌روند؛ عده‌ای هم در آن‌جا بیتونه می‌کنند. در گذشته که دیدار پسر و دختر پیش از خواستگاری در جامعه پذیرفته‌شده نبود، خانواده‌های دو طرف قرار می‌گذاشتند تا در شب جمعه یا شب یک روز تعطیل، برای پیک‌نیک به «هفت تن» بروند تا پسر و دختر بتوانند همدیگر را پیش از خواستگاری ببینند.

## آرامگاه
هفت تن افزون بر جایی برای تفریح و استراحت، دارای امام‌زاده‌ای است که هنوز از هویت آن آگاهی موثقی در دست نیست. هم‌چنین مشخص نیست که نام هفت تن چگونه بر این مکان گذاشته شده‌است. گمان می‌رود که شمارهٔ هفت به باور کهن مردم ایران به خوش‌شگونی این شماره مربوط باشد؛ ولی هیچ مدرکی برای امام‌زاده بودن صاحب گورهای این مکان وجود ندارد.
منوچهر ستوده دربارهٔ هفت تن می‌نویسد:
«ظاهراً این محل، گورهای هفت پسر «ویشتاسپ جلالی» که در جنگ با «میر کمال‌الدین بن میرقوام‌الدین» کشته شدند».
اما در کتاب «تاریخ طبرستان و رویان و مازندران» به نوشتهٔ ظهیرالدین مرعشی آمده‌است:
«... پسران کیا وشتاسف [وشتاسپ]... به دفعات هر هفت نفر را تیر برآمده، به قتل آمده بودند و یکان‌یکان را کیا وشتاسف برداشته، در خانه می‌نهاد و مجال دفن و غسل نداشت تا آن روزی کیای مذکور به نفس خود به گرد قلعه می‌گردید… ناگاه تیری از قضا به حلق او رسیده و او نیز بمرد و او را نیز نوکران برداشته، به مهمان‌خانه که فرزندان کشته‌شده نهاده بودند، بردند و نهادند… عساکر نصرت آیین به قلعه درون رفتند و حضرت سید کمال‌الدین در درون قلعه اقدام فرمودند در درون قلعه اقدام فرمودند، چون منکوحه کیا وشتاسف که هم‌شیرهٔ فخرالدین حسن بود، چنان دید، چادر در سر کشیده با دو نفر پسران خرد و دختر به مهمان‌خانه که شوهر و فرزندان بزرگ کشته نهاده بودند، رفت و بنشست. چون سید [کمال‌الدین] در آن خانه قدم نهاد، عورت برخاست و گفت… چون از خانوادهٔ کرم و مرد سیدید، توقع که اشارت فرمایید که کشتگان که در این خانه‌اند به این کرباس [که از وجه حلال جمع کرده و در فلان بخچه بسته نهاده‌ام] دفن کنند… حضرت سید فرمودند که خوش باشد… و فرمودند تا کیا وشتاسف را با فرزندان به همان کفن… دفن کردند».
بنابراین، «هفت تن» نمی‌تواند آرام‌گاه پسران وشتاسپ باشد. از سویی دیگر برخی از مردم محلی، بدون سندی موثق و قابل اطمینان، این هفت گور را برای نوادگان موسی کاظم، امام هفتم شیعه دوازده‌امامی می‌دانند. بنابراین همانند دیگر امام‌زادگان و مقبره‌های مقدس شیعه دوازده‌امامی، اسکناس‌های بسیاری به درون مقبرهٔ امام‌زاده به دست زائران ریخته می‌شود.

## دزدی
در سالیان دراز اخبار بسیاری دربارهٔ دزدی از امام‌زاده هفت تن و دزدی اشیای آن شنیده شده‌است. در سال ۱۳۹۳، دو مرد و یک زن در ساعات خلوت به درون امام‌زاده آمدند و با توجه به دسترسی آسان به درون مقبره، توانستند پول‌های درون مقبره را بدزدند. بانیان امام‌زاده با به اشتراک گذاشتن فیلم دوربین مداربسته در اینترنت، از مردم خواستند تا دزدان را شناسایی کنند.